# Elżbieta wrocławska
Elżbieta wrocławska (ur. zapewne między 1224 a 1232, zm. 16 stycznia 1265 w Modrzu) – księżniczka śląska, księżna poznańska z dynastii Piastów.
Córka księcia śląskiego, krakowskiego i wielkopolskiego Henryka II Pobożnego i Anny Przemyślidki, córki króla Czech Przemysła Ottokara I. Żona księcia wielkopolskiego Przemysła I. Matka księcia wielkopolskiego, krakowskiego i króla Polski Przemysła II.

## Życiorys

### Młodość
Data urodzenia Elżbiety nie jest znana. Gdy w 1244 wychodziła za mąż, miała co najmniej 12 lat i raczej nie więcej niż 20. Urodziła się zatem najpewniej między 1224 a 1232. Genealogia św. Jadwigi wymienia ją na czwartym miejscu wśród córek Henryka Pobożnego, jednakże w literaturze uznawana jest za trzecią pod względem starszeństwa córkę śląskiego księcia. Wśród znanych z imienia dzieci Henryka Pobożnego i Anny czeskiej umownie zajmuje piąte miejsce, między Konstancją a Henrykiem III Białym. Jej imię, które w dolnośląskiej linii Piastów pojawiło się po raz pierwszy, prawdopodobnie nawiązuje do Elżbiety, córki króla węgierskiego Andrzeja II i żony landgrafa Turyngii Ludwika IV, będącej jednocześnie siostrzenicą babki Henrykówny – Jadwigi Śląskiej. Nadanie Piastównie tego imienia mogło stanowić jeden z pierwszych przejawów kultu na ziemiach polskich Elżbiety z Turyngii, zmarłej w 1231, a kanonizowanej cztery lata później.
Pochodząca z ok. 1285 Kronika polska podaje, że Elżbieta była zakonnicą w klasztorze cysterek w Trzebnicy, skąd została uprowadzona przez brata Bolesława Rogatkę, który wydał ją za mąż za księcia wielkopolskiego Przemysła I. Niektórzy historycy uznali tę relację za wiarygodną. Według jednego poglądu przesłankami przemawiającymi za jej prawdziwością są przywileje Przemysła I na rzecz trzebnickiego zgromadzenia, które można odbierać jako wyraz ekspiacji, a także – być może jako wynik ślubów Elżbiety po opuszczeniu klasztoru – wstąpienie do niego jednej z córek. Źródła jednak nie są zgodne co do okoliczności porwania. Żywot św. Jadwigi przekazuje, że Bolesław uprowadził z klasztoru dwie siostry, przy czym wymienia imię tylko jednej z nich – Agnieszki, natomiast Jan Długosz w swoich Rocznikach podaje, że Elżbieta nie złożyła ślubów zakonnych. Wobec rozbieżności źródeł w relacjach o uprowadzeniu Henrykówien przez brata istnieje w literaturze koncepcja, zgodnie z którą opisy te są wymysłami wyrosłymi na tle kultu św. Jadwigi. Według niektórych historyków Elżbieta przebywała w klasztorze trzebnickim na czas wychowania bez zamiaru zostania zakonnicą, pozostając pod wpływem prowadzącej świątobliwy żywot babki Jadwigi Śląskiej.

### Małżeństwo z Przemysłem I
Ślub Elżbiety i Przemysła I odbył się w 1244. Małżeństwo to zostało zawarte z powodów politycznych. Przemysł I, wykorzystując osłabienie Śląska i śmierć Henryka Pobożnego w wyniku najazdu mongolskiego w 1241, podjął akcję rewindykacji ziem wielkopolskich utraconych przez ojca na rzecz Henryków śląskich: Henryka Brodatego i Henryka Pobożnego. W wyniku wojny z ich sukcesorem Bolesławem Rogatką odzyskał południową Wielkopolskę (1241), Międzyrzecz i Zbąszyń (1242), a także ważny strategicznie Santok (1244). Mariaż Przemysła z Elżbietą umacniał ugodę między zwaśnionymi stronami, a samego księcia wielkopolskiego zabezpieczał przed odwetem ze strony Bolesława Rogatki, dzięki czemu mógł skierować się przeciw Władysławowi opolskiemu, który z postanowienia Henryka Brodatego sprawował rządy w Rudzie i Kaliszu. Małżeństwo z Elżbietą nie zapewniło jednak pokoju między szwagrami, gdyż już w 1246 doszło do zbrojnego konfliktu między nimi.
Działalność Elżbiety jako księżnej poznańskiej jest nieznana. W literaturze można spotkać się z poglądem, że prawdopodobnie wpłynęła na decyzję męża o ufundowaniu w 1250 w podpoznańskich Owińskach żeńskiego klasztoru, dokąd sprowadzono cysterki z Trzebnicy. Tymczasem owiński klasztor został założony przez Przemysła w 1242 z inicjatywy młodszego brata Bolesława Pobożnego.
Mąż Elżbiety urodził się między 5 czerwca 1220 a 4 czerwca 1221. Był synem Władysława Odonica i Jadwigi. Po śmierci ojca w 1239 rządził Wielkopolską przy współudziale brata Bolesława Pobożnego. W latach 1247, 1249 i 1253 bracia dokonywali podziału ziem. Przy pierwszym podziale Przemysł zatrzymał dzielnicę poznańską i gnieźnieńską, przy drugim poznańską i kaliską. Ostatecznie rządził częścią poznańską, podczas gdy Bolesław objął część gnieźnieńsko-kaliską. Zmarł 4 czerwca 1257.
Z małżeństwa z Przemysłem I Elżbieta urodziła cztery córki: Konstancję (żonę Konrada, margrabiego brandenburskiego), Eufrozynę (ksieni klasztoru cysterek w Trzebnicy), Annę (ksieni klasztoru cysterek w Owińskach), Eufemię (klaryskę wrocławską), a także syna pogrobowca Przemysła, który został księciem wielkopolskim, krakowskim, pomorskim i wreszcie królem Polski.

### Wdowieństwo
Po śmierci męża Elżbieta zamieszkała w Modrzu niedaleko Poznania, stanowiącym jej oprawę wdowią, gdzie zmarła w piątek po oktawie Objawienia Pańskiego, tj. 16 stycznia 1265. Według Długosza została pochowana w katedrze poznańskiej. Przekaz ten, mimo że niewspółczesny, uznawany jest za wiarygodny. Na jego korzyść przemawiają bowiem: nieduża odległość miejsca śmierci od katedry, a także wcześniejszy pochówek w niej Przemysła I. Informując o śmierci Elżbiety, Długosz scharakteryzował ją jako „kobietę rzadkiej pobożności i świętości, hojną i życzliwą wobec Kościoła Bożego i osób duchownych”.

## Genealogia
| Henryk I Brodaty ur. zap. 1165–1170 zm. 19 III 1238 | Henryk I Brodaty ur. zap. 1165–1170 zm. 19 III 1238 |                                                         |                                                         | Jadwiga Śląska ur. zap. 1178–1180 zm. 14 X 1243 | Jadwiga Śląska ur. zap. 1178–1180 zm. 14 X 1243 |  |  | Przemysł Ottokar I ur. ok. 1155 zm. 15 XII 1230 | Przemysł Ottokar I ur. ok. 1155 zm. 15 XII 1230 |                                                     |                                                     | Konstancja węgierska ur. ok. 1180 zm. 6 XII 1240 | Konstancja węgierska ur. ok. 1180 zm. 6 XII 1240 |
|                                                     |                                                     |                                                         |                                                         |                                                 |                                                 |  |  |                                                 |                                                 |                                                     |                                                     |                                                  |                                                  |
|                                                     |                                                     |                                                         |                                                         |                                                 |                                                 |  |  |                                                 |                                                 |                                                     |                                                     |                                                  |                                                  |
|                                                     |                                                     | Henryk II Pobożny ur. zap. 1196–1202/1204 zm. 9 IV 1241 | Henryk II Pobożny ur. zap. 1196–1202/1204 zm. 9 IV 1241 |                                                 |                                                 |  |  |                                                 |                                                 | Anna Przemyślidka ur. zap. 1201–1204 zm. 26 VI 1265 | Anna Przemyślidka ur. zap. 1201–1204 zm. 26 VI 1265 |                                                  |                                                  |
|                                                     |                                                     |                                                         |                                                         |                                                 |                                                 |  |  |                                                 |                                                 |                                                     |                                                     |                                                  |                                                  |
|                                                     |                                                     |                                                         |                                                         |                                                 |                                                 |  |  |                                                 |                                                 |                                                     |                                                     |                                                  |                                                  |
|                                                     |                                                     |                                                         |                                                         |                                                 |                                                 |  |  |                                                 |                                                 |                                                     |                                                     |                                                  |                                                  |

|                                        |                                        | Przemysł I ur. 5 VI 1220–4 VI 1221 zm. 4 VI 1257 OO 1244 | Przemysł I ur. 5 VI 1220–4 VI 1221 zm. 4 VI 1257 OO 1244 | Elżbieta wrocławska ur. zap. 1224–1232 zm. 16 I 1265 | Elżbieta wrocławska ur. zap. 1224–1232 zm. 16 I 1265 |                                |                                |                                         |                                         |
|                                        |                                        |                                                          |                                                          |                                                      |                                                      |                                |                                |                                         |                                         |
|                                        |                                        |                                                          |                                                          |                                                      |                                                      |                                |                                |                                         |                                         |
|                                        |                                        |                                                          |                                                          |                                                      |                                                      |                                |                                |                                         |                                         |
| Konstancja ur. 1245–1248 zm. 10 X 1281 | Konstancja ur. 1245–1248 zm. 10 X 1281 | Eufrozyna ur. ok. 1250 zm. zap. 17 II 1298               | Eufrozyna ur. ok. 1250 zm. zap. 17 II 1298               | Anna ur. 1253 zm. zap. 19 V po 1295                  | Anna ur. 1253 zm. zap. 19 V po 1295                  | Eufemia ur. 1253 zm. 5 IX 1298 | Eufemia ur. 1253 zm. 5 IX 1298 | Przemysł II ur. 14 X 1257 zm. 8 II 1296 | Przemysł II ur. 14 X 1257 zm. 8 II 1296 |

Drzewo genealogiczne opracowano na podstawie materiału źródłowego.